# Mohammed Bin Zayed-stadion

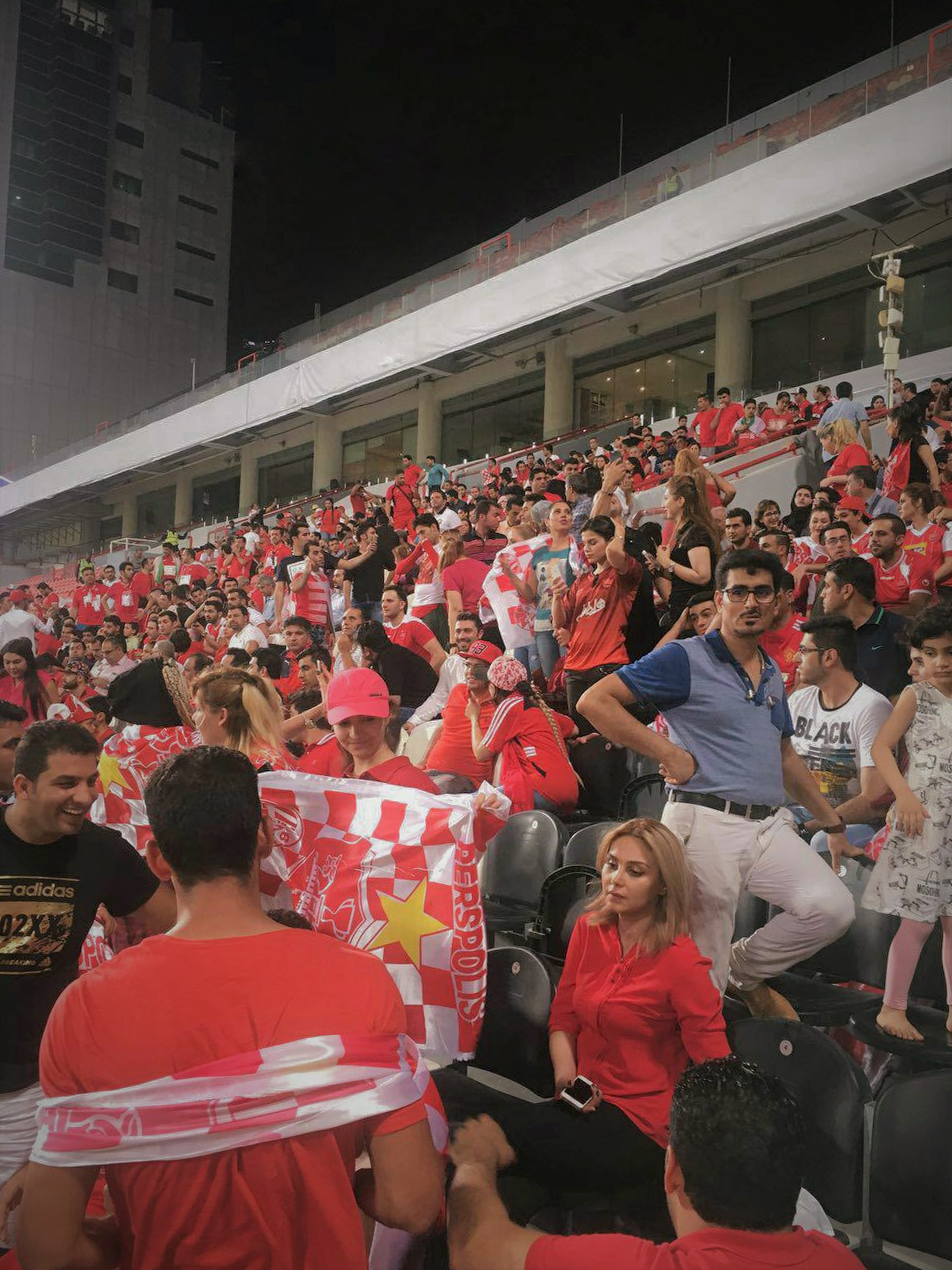

Mohammed Bin Zayed-stadion (arabiska: ستاد محمد بن زايد) är en multifunktionsarena i Abu Dhabi, Förenade Arabemiraten. Arenan färdigställdes 1979, och genomgick en ombyggnation under 2006–2009. Fotbollsklubben Al Jazira Club är ägare till arenan, och spelar sina hemmamatcher här. Namnet har arenan fått efter schejk Mohammed bin Zayed Al Nahyan.